# Изпражнения
Изпражненията (на латински: faeces), наричани също фекалии, екскременти, представляват отпадъчен материал, отделян от храносмилателната система на хора и животни.
Наричат се още фекална маса. Получават се в резултат от жизнената дейност на организмите. Те са неделима част от кръговрата на веществата в природата. Химическият им състав включва съединения, богати на органичен азот, които са от изключителна важност за жизнените процеси на растенията. Като отпадъчен продукт животинските изпражнения се използват широко в селскостопанската практика за наторяване и облагородяване на почвата.
В ежедневния език изпражненията се наричат „лайна“ (в ед. ч. „лайно“) или „говна“. В повечето европейски култури те са считани за смущаващи и неприлични и най-често думата се заменя с евфемизми – „изпражнения“, „фекалии“, „а̀ко“. Български евфемизъм също е „непрегоряла тор“. Други думи със сходно значение са:
- „фъшкия“ (изпражнение на животно, често домашно);
- „драхонка“ (диалектно за южните части на България);
- „барабонка/ бибенка/ бибиренка“ (изпражнение на животно, коза, овца – типично за региона около град Левски и град Тервел);
- „курешка“ (птичи изпражнения), в югоизточна България се нарича „крушница“;
- „дарадонка“ или „дръдонка“ (много на брой твърди изпражнения със сферична форма и диаметър около 10 – 15 mm, отделяни едновременно);
- „гремки" (синоним на „дарадонки“ и „дръдонки“, но в други краища на страната)

По формата на изпражненията може да се съди за животното, което ги е отделило. Това се използва например в лова за търсене на определен вид дивеч. Понякога може да се съди и за спецификата на индивида – възраст, размери.
В медицината (хуманитарна и ветеринарна) по външния вид на изпражненията може да се правят някои изводи за здравословното състояние на пациента. Подлагането им на химически и биохимичен анализ може да даде допълнителна информация. Изпражненията са част от жизнения цикъл на някои паразити, напр. кучешка тения.
В медицинската литература освен „фекалии“ понякога се използва и латинската дума feces, изписана на кирилица като „фецес“. В научната терминология се употребява и старогръцката дума „копрос“ със значение „екскременти“, най-вече в сложни думи като копрофаг /животно хранещо се с екскременти/, копрофагия, копрофил, копрофилия и др. В жаргонната реч се среща употребата на думи като „шит“ и „шитня“ с произход от англ. „shit“ /лайно/. 